# Hiéroglyphe égyptien F51B
Le morceau de chair tourné vers la droite, en hiéroglyphes égyptiens, n'est pas classifié dans la liste de Gardiner originale ; il est noté F51B.

## Représentation
Il représente un morceau de chair tourné vers la droite. Il est translittéré ḥˁw. 
Il est codé F51A par Wikihiero. 

## Utilisation
| F51 |

| F51 |

| F51A · F51A · F51A |

| F51A · F51A · F51A |

| H | a · F51A · Z2 |

| H | a · F51A · Z2 |

| H | a · F51A · Z2 |

| H | a · F51A · Z2 |

C'est un déterminatif des membres et de la chair, de la viande et des parties du corps.
Il est interchangeable avec les hiéroglyphes :
| F51 |

| F51 |

| F51B |

| F51B |

## Exemples de mots
| a · F51A · t |

| a · F51A · t |

| n · G21 | H | b | t · F51A |

| n · G21 | H | b | t · F51A |

| i | wA | A | F51A |

| i | wA | A | F51A |